# Black Isle Studios
Black Isle Studios ist eine Division des US-amerikanischen Computerspieleherstellers Interplay Entertainment, die sich auf die Entwicklung von Computer-Rollenspielen spezialisiert hat. Sie wurde 1996 gegründet und hatte bis zur Schließung 2003 ihren Sitz in Irvine (Kalifornien), nahe Los Angeles. Bekannt wurde die Firma durch ihre Arbeit an den Computer-Rollenspielen Fallout und Planescape: Torment, sowie ihrer Mitarbeit an der Baldur’s-Gate-Reihe. 2012 wurde das Studio wiedereröffnet.

## Geschichte
Black Isle entstand 1996 als Ausgliederung der internen Rollenspiel-Entwicklungsabteilung Interplay Entertainments (The Bard’s Tale, Wasteland); Gründer war Feargus Urquhart. Interplay war zu diesem Zeitpunkt in den Besitz zweier Softwarelizenzen des Rollenspiel-Regelwerks Dungeons & Dragons gekommen, auf dessen Grundlage das Team neue Computerspiele entwickeln sollte. Als Studio vorerst noch namenlos, wurde allerdings das postapokalyptische Fallout der erste Titel des neuformierten Entwicklers. Es handelte sich um einen spirituellen Nachfolger zu Interplays Klassiker Wasteland, dessen Namensrechte bei Interplays damaligem Publishing-Partner Electronic Arts verblieben waren. Fallout erwies sich als Überraschungserfolg, sodass eine Fortsetzung in Auftrag gegeben wurde, die bereits im Folgejahr 1998 erscheinen sollte. Ebenfalls 1998 wurde der Name Black Isle Studios angenommen, nach der Halbinsel Black Isle aus Feargus Urquharts Heimat Schottland. Noch im selben Jahr verließen aber auch drei Schlüsselentwickler von Fallout – Timothy Cain, Leonard Boyarsky und Jason D. Anderson – die Black Isle Studios um Troika Games zu gründen, nachdem Projektleiter Tim Cain zu keiner Übereinkunft über die Teamstruktur zu Fallout 2 gelangen konnte. Trotz dieser Abgänge erschien Fallout 2 wie geplant ein Jahr nach seinem Vorgänger.
Neben eigenen Entwicklungen produzierte und beaufsichtigte Black Isle für Interplay die Rollenspiel-Auftragsarbeiten externer Entwickler, darunter BioWares Baldur’s Gate und Baldur’s Gate 2. Tatsächlich erging Interplays Auftrag an BioWare aufgrund einer Empfehlung Urquharts, der im Zuge seiner Produzententätigkeit zu BioWares Erstlingswerk Shattered Steel einen Prototyp von BioWares neuer Spielengine Battleground Infinity vorgestellt bekam. Zwischen 1999 und 2002 veröffentlichte Black Isle auf Basis dieser in Baldur’s Gate verwendeten Engine – offiziell Infinity-Engine genannt – die Spiele Planescape: Torment, Icewind Dale und Icewind Dale II. Die Arbeiten an einer mehrmonatigen Neuentwicklung namens Torn wurden jedoch 2001 wegen anhaltender technischer Probleme und einem deutlich überschrittenen Zeitplan eingestellt, 56 Mitarbeiter wurden daraufhin entlassen.
Im April 2003 verließ Studioleiter Feargus Urquhart das Unternehmen, nachdem er mit dem zwischenzeitlich veränderten Interplay-Management zu keiner Übereinkunft über die Ausrichtung des Studios gelangen konnte. Interplay arbeitete bereits seit mehreren Jahren defizitär. Ende 2002 / Anfang 2003 verlor Interplay die D&D-Lizenz, sodass Black Isle die seit zwei Jahren laufenden Arbeiten an Baldur's Gate 3: The Black Hound (interner Arbeitstitel: Project Jefferson) einstellen musste. Laut Urquhart begann sich Interplay zudem verstärkt auf den Konsolenmarkt zu konzentrieren, und obwohl Black Isle mit Baldur’s Gate: Dark Alliance das erfolgreichste Konsolenspiel des Unternehmens produziert hatte, spielte das Studio in den strategischen Planungen des Interplay-Managements eine untergeordnete Rolle und erhielt zunehmend weniger Unterstützung. In Folge verließen weitere führende Mitarbeiter das Unternehmen. Am 8. Dezember 2003, mitten in ernsthaften finanziellen Schwierigkeiten, entließ Interplay die gesamte verbliebene Belegschaft der Black Isle Studios. Zahlreiche ehemalige Black-Isle-Mitarbeiter kamen nach ihrer Kündigung schnell bei anderen Entwicklern unter. Ein Großteil der Belegschaft fand Anstellung bei Obsidian Entertainment, das 2003 von einem ehemaligen Kernteam der Black Isle Studios um Feargus Urquhart und Chris Avellone gegründet worden war.
Durch Black Isles Schließung blieben auch die bereits fortgeschrittenen Arbeiten an einem dritten Fallout-Titel (Codename: Van Buren) ohne Abschluss. Interplay veräußerte die Lizenz an Bethesda Softworks, wo die Serie mit Fallout 3 ihre Fortsetzung fand. Einige Konzepte zu Van Buren fanden durch Fallout: New Vegas, eine Auftragsarbeit Obsidian Entertainments für Bethesda unter der Federführung der Van-Buren-Entwickler Joshua E. Sawyer und Chris Avellone, schließlich doch noch Eingang in das Spieluniversum.
Die Verwendung von Namen ehemaliger US-Präsidenten als Codename für unangekündigte Titel entsprach dem üblichen Benennungsschema der Black Isle Studios.
Im August 2012 kündigte Interplay eine Wiederbelebung der Black Isle Studios an, ohne jedoch Angaben zu künftigen Projekten oder zur personellen Zusammensetzung des Studios zu machen.

## Produkte
- Fallout (1997, Erstveröffentlicht noch als Interplay)[19]
- Fallout 2 (1998)
- Planescape: Torment (1999)
- Icewind Dale (2000)
- Icewind Dale: Heart of Winter (2001)
- Icewind Dale: Heart of Winter – Trials of the Luremaster (2001)
- Icewind Dale II (2002)
- Baldur’s Gate: Dark Alliance II (2004)

Neben der Entwicklung hauseigener Computerspiele trug Black Isle außerdem zur Entwicklung einiger von Interplay vertriebener Computer-Rollenspiele bei. Da Black Isle einen großen Namen als Rollenspielhersteller hatte und am Vertrieb der Baldur’s-Gate-Reihe beteiligt war, gibt es irrtümliche Behauptungen, Black Isle habe die Baldur’s-Gate-Reihe entwickelt. Dies ist falsch, denn diese wurde von BioWare entwickelt, jener Firma die wiederum fälschlicherweise mit der Entwicklung der Icewind-Dale-Reihe in Verbindung gebracht wird. Zu den Titeln, an denen Black Isle mitwirkte, zählen:
- Baldur’s Gate (1998)
- Baldur’s Gate: Tales of the Sword Coast (1999)
- Baldur’s Gate II: Shadows of Amn (2000)
- Baldur’s Gate II: Throne of Bhaal (2001)
- Baldur’s Gate: Dark Alliance (2001)
- Lionheart: Legacy of the Crusader (2003)

Unter dem Studionamen wurden zudem zwei Spielesammlungen veröffentlicht:
- Black Isle Compilation (2002), beinhaltete Baldur’s Gate inkl. Add-on, Icewind Dale inkl. Add-ons und Planescape: Torment
- Black Isle Compilation Part Two (2004), beinhaltete Baldur’s Gate 1 + 2 inkl. Add-ons, Icewind Dale 1 + 2 inkl. Add-ons